# Handheld TV game

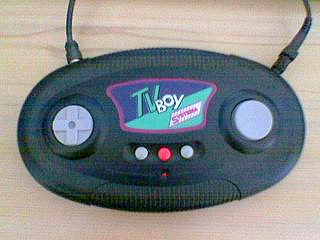
Un TV Boy con cables de alimentación y TV conectados.

Una videoconsola portátil conectable a TV  o simplemente un  TV game o una consola plug and play es un dispositivo de entretenimiento interactivo diseñado para su uso en un televisor que integra la consola de videojuegos con el controlador del juego.

## Overview
El término "TV game" se puede usar para referirse a cualquier cantidad de sistemas de juegos portátiles autónomos que funcionen con baterías o con una fuente de alimentación electrónica que se conecta directamente a un televisor o videograbadora. El software del juego está integrado directamente en la unidad, que por lo general está diseñado para parecerse a un juguete o consola / controlador  clásico con la adición de dos puertos AV. Estos sistemas generalmente contienen juegos o actividades altamente especializadas o una colección de juegos clásicos. Por lo tanto, podría ser visto como una consola de videojuegos sin software  intercambiable. Como el software del juego está integrado en la unidad de juego y casi nunca está diseñado para ser cambiado por el usuario, estos sistemas de juego suelen ser vendidos por los minoristas como juguetes electrónicos o coleccionables en lugar de consolas de juegos. La mayoría de las unidades se venden a precios generalmente inferiores a $50 usd.
Aunque varios fabricantes produjeron estos dispositivos antes de 2002, dichos sistemas se hicieron más conocidos tras el lanzamiento del juego Atari Classic 10 en 1 de Jakks Pacific. La mayoría de los fabricantes tienen sus propios nombres de marca registrada para estos sistemas, como "Play TV" de Radica o "TV Arcade" de Majesco; Sin embargo, la mayoría de los minoristas se refieren a todos ellos como juegos de TV o juegos Plug & Play.

## Historia
Originalmente, todas las consolas de videojuegos para el hogar se llamaban juegos de televisión. La idea de introducir juegos de TV en el mercado interno se originó en 1949 con Leo Beiser y Ralph Baer mientras se desarrollaba un nuevo sistema de televisión. Aunque el sistema nunca entró en producción, la idea de jugar en los televisores se quedó con Baer.
Baer y un equipo técnico desarrollaron uno de los primeros sistemas de juegos de televisión, mientras que en Sanders Associates, entre 1966 y 1967, el prototipo se llamó "Brown Box". En 1968, Sanders, una empresa de hardware militar, realizó tratos con la compañía de cable TelePrompTer para incluir el sistema de juegos de TV con decodificadores de cable. La compañía de cable proporcionará una transmisión de video en vivo para usar como fondo mientras los juegos se juegan en primer plano. Debido a las deprimidas condiciones comerciales de finales de los años 60 y de los 70, estos acuerdos fracasaron.
En 1968-1969, varias manufacturas de televisión mostraron el prototipo. RCA fue el único fabricante que comenzó a negociar una licencia en 1969, sin embargo, las negociaciones fracasaron. Bill Enders dejó RCA y fue designado vicepresidente de Magnavox. Bill Enders era parte del equipo de RCA que estaba negociando para el prototipo Brown Box y quedó impresionado con la tecnología. En 1972, Magnavox introdujo el sistema de juego Magnavox Odyssey, que tenía cartuchos de juego extraíbles. Sin embargo, las ventas del sistema de juegos Odyssey fueron más bajas de lo esperado, y se suspendieron poco después de su lanzamiento.
Las primeras consolas de videojuegos desarrolladas a mediados y finales de la década de 1970, como Atari-Sears PONG y Coleco Telestar, funcionaban con baterías de doble-D, con los controladores incorporados. Estas consolas eran bastante portátiles gracias a los controladores incorporados. (por lo general, perillas) y software incorporado (por lo general, una variante de PONG), y porque funcionaban con baterías de doble D o con un adaptador de CC enchufable.
Los sistemas posteriores no se integraron en el software del juego, se utilizaron por separado en los controladores enchufados, no tomaron baterías y, por lo general, requirieron una caja de distribución especial. Estos sistemas también tendían a llamarse consolas de videojuegos. A finales de la década de 1980, muchos fabricantes de juguetes intentaron fabricar juguetes que interactuaban con transmisiones televisivas en directo, lo que les permitía a los niños jugar la televisión. Un ejemplo de esto es el show de 1987 de Captain Power y Soldiers of the Future, en el que los juguetes reaccionaron ante el programa de televisión..
A finales de la década de 1980 y en la de 1990, el desarrollo de "Computer on a Chip" (MRU) y los avances en esta tecnología permitieron sistemas cada vez más complejos. Durante la década de 1990, varios fabricantes crearon tecnologías informáticas básicas. Brother International, en particular, creó dispositivos informáticos personales conectando un monitor de 14 "a una máquina de escribir estándar o de inyección de tinta. Estos dispositivos, cuando se descontinuaron en 1999, en su mayoría se vendían a menos de $ 100. Aunque estaban conectados a un monitor de 14" , la tecnología en ese momento podría haber permitido que se adjunten a un televisor sin aumentos sustanciales en el costo.
Aunque las ofertas originales para entregar videojuegos a la televisión a través del cable habían fallado en las décadas de 1960 y 1970, desde mediados de la década de 1990 se han realizado muchas ofertas para entregar juegos a través de televisión satelital y por cable. En 2005, dos canales notables de cable / satélite son PlayJam y Playin 'TV. Estos servicios usan el control remoto de la televisión como el controlador. Los hoteles de los EE. UU. Tienen televisores interactivos con un controlador conectado. Más comúnmente emulación de SNES o N64; envía una señal a través del cable para agregar a la factura del hotel.
Desde mediados de la década de 1990 hasta principios de la década de 2000, sucedieron tres cosas: primero, el movimiento retro comenzó a ganar impulso, en segundo lugar, el precio de los sistemas en un chip disminuyó drásticamente y, en tercer lugar, los televisores de los automóviles se hicieron populares. Se produjeron  family games sin licencia, como TV Boy. Estos factores llevaron a los fabricantes a otorgar licencias oficiales de juegos clásicos. Los primeros juegos de TV incluían colecciones de juegos clásicos; uno de los primeros fue el Toymax Activision 10-en-1, lanzado en 2001. Aunque los primeros juegos de TV contenían colecciones de juegos clásicos, muchos fabricantes comenzaron a incorporar contenido y controles originales en el dispositivo. La crítica de que los videojuegos contribuían a la obesidad en los niños llevó al desarrollo de juegos de TV como la serie "Play TV", que incluye Play TV Baseball, Play TV Football, Play TV Barbie Dance Craze y otros en 2003. Nickelodeon también contrató a Jakks Pacific para crear juegos de contenido original para los títulos de Bob Esponja y Pistas Azules. en 2004 Tiger también comenzó a crear paintball y un juego de lucha con espada Lord of the Rings, usando una espada de juguete como controlador. En 2004 Radica comenzó a producir colecciones de Sega . El C64 Direct-to-TV también fue lanzado en 2004 por Toy: Lobster y Mammoth Toys y tenía una copia del sistema operativo C64 y un teclado virtual como un extra oculto. En 2005, Jakks Pacific produjo el contenido original del juego para las nuevas películas Star Wars y Fantastic Four, mientras que Tiger produjo un juego Jedi sable de espada ligera usando un sable de luz como controlador. En 2005, Milton Bradley comenzó a producir versiones de juegos de televisión de Whack-a-Mole y Miniature Golf. Los títulos de Radica incluyen Sonic the Hedgehog, Sonic the Hedgehog 2, Alex Kidd en el Enchanted Castle, Columns y Gain Ground, entre otros.

## Fabricantes
- Atari
- Capcom
- DreamGEAR
- Jakks Pacific
- Jakks TV Games
- Kid Connection WalMart Branded Generic Toys
- Konami
- Majesco Entertainment
- Mammoth Toys
- Milton Bradley
- Namco
- Nintendo
- NrTrade
- Ohio Art
- Pelican
- Polaroid Bundled with Car TV Kit although can be purchased by itself for under $20 USD
- Radica Games
- Retro Computers
- Sega
- Senario Entertainment
- Sony
- Techno
- Tiger Electronics
- Toy:Lobster
- Toymax
- Video Extreme
- vs. Maxx
- Winfun